# Geniates spurius
Geniates spurius är en skalbaggsart som beskrevs av Curtis 1845. Geniates spurius ingår i släktet Geniates och familjen Rutelidae. Inga underarter finns listade i Catalogue of Life.